# Scheideweg (Hückeswagen)
Scheideweg ist eine Ortschaft und Stadtteil in Hückeswagen im Oberbergischen Kreis im südlichen Nordrhein-Westfalen innerhalb des Regierungsbezirks Köln.

## Lage
Scheideweg liegt an der L 68 zwischen dem Wermelskirchener Stadtteil Dabringhausen und Hückeswagen, die westlich des Ortes nach Wermelskirchen-Dhünn abknickt.
Geprägt wird der Ort durch eine stark expansive Wohnbebauung und die verkehrsgünstige Lage. Im Ort selber ist die Organisation Gefährdetenhilfe Scheideweg angesiedelt, die auch dort einige Unternehmen und Geschäfte betreibt. Weiter arbeitet dort New Tribes Mission Deutschland.
In unmittelbarer Nachbarschaft liegen der Golfplatz Dreibäumen und das größte Hückeswagener Gewerbegebiet West 2.
Durch den zunehmenden Verkehr fordert man seitens der Bürger eine Umgehungsstraße, die den Ort vom Durchgangsverkehr entlastet. 2004 wurde die L 68 mit einem Fuß- und Radweg ausgebaut.

## Geschichte
1858 wurde der Ort das erste Mal urkundlich erwähnt.